# Stazione di Oakham
La stazione di Oakham è una stazione ferroviaria posta a servizio della cittadina di Oakham, nel Rutland. Sorge lungo la linea Birmingham-Peterborough e, da qui, si dipana linea per Kettering.
È la sola stazione ferroviaria ancora attiva nella contea del Rutland.

## Storia
La stazione fu inaugurata dalla Midland Railway il 1º maggio 1848. L'edificio è stato progettato dall'architetto della compagnia, Edward Wood di Londra, ed è classificato di grado II.